# Colonna (plaats)

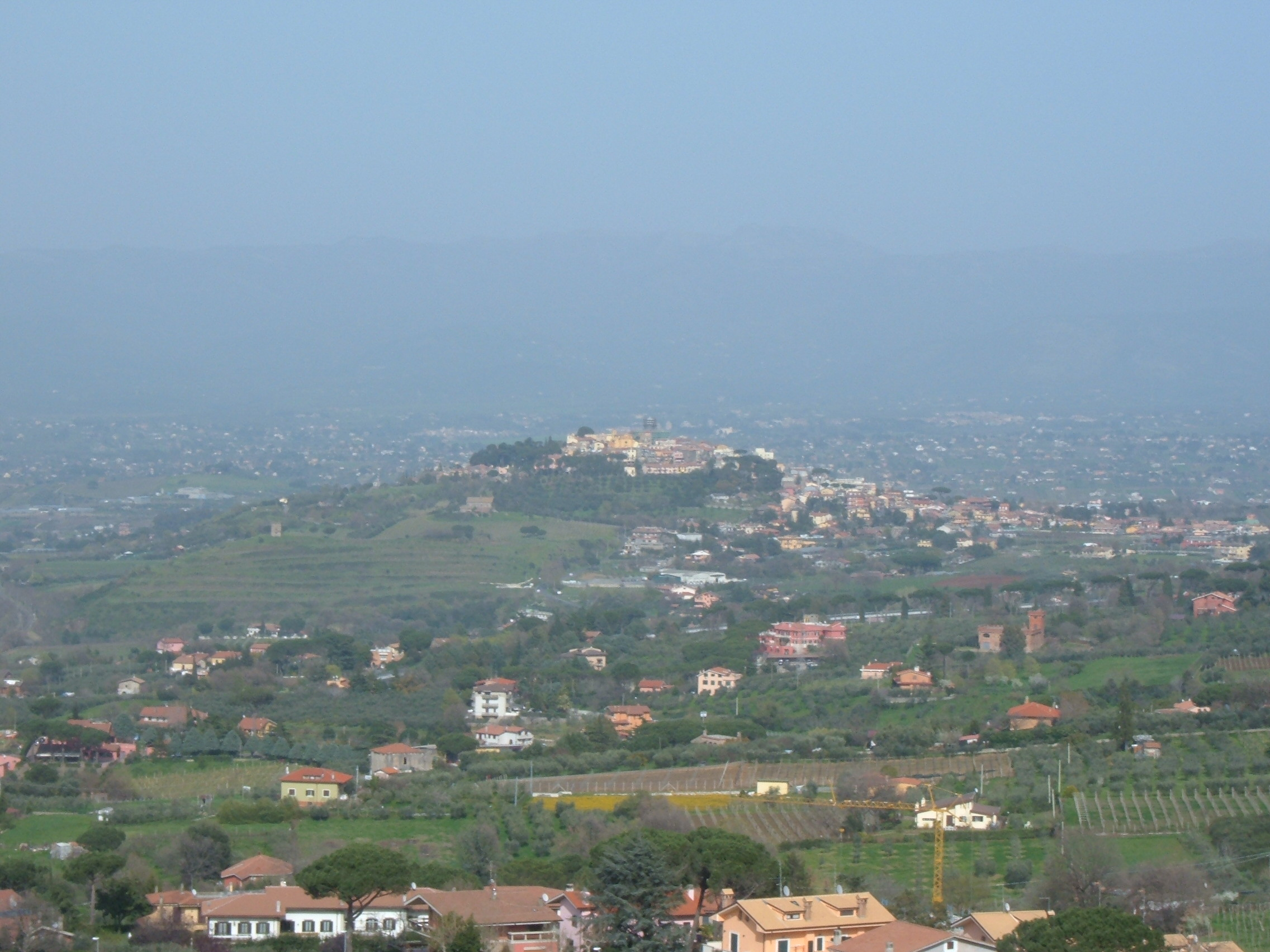
Colonna

Colonna is een gemeente in de Italiaanse provincie Rome (regio Latium) en telt 3553 inwoners (31-12-2004). De oppervlakte bedraagt 3,5 km², de bevolkingsdichtheid is 950 inwoners per km².

## Demografie
Colonna telt ongeveer 1132 huishoudens. Het aantal inwoners steeg in de periode 1991-2001 met 8,8% volgens cijfers uit de tienjaarlijkse volkstellingen van ISTAT.
| Jaar | Inwoneraantal |
| ---- | ------------- |
| 1991 | 3059          |
| 2001 | 3329          |

## Geografie
De gemeente ligt op ongeveer 343 m boven zeeniveau.
Colonna grenst aan de volgende gemeenten: Monte Compatri, Rome, San Cesareo.